# 巨人ゆえにデカイ
巨人ゆえにデカイ（きょじんゆえにでかい）は、日本のロックバンド。

## メンバー
- 水内義人（ボーカル・ギター）
- 和田晋侍 （ドラム）

## 略歴
- 2002年にDMBQの和田晋侍により結成。
- 2006年にアメリカの西海岸ツアーをきっかけに海外でも活発に活動を行っているHELLAやDEERHOOFらのジャパンツアーのサポートも務めている。

## 概要
水内義人は足に高下駄のようなものを仕込んでおり、バンド名の通りに2m近い巨人である。奇抜な見た目とノイズなどを取り入れたど派手な音をうまく使いこなしているバンドで、大阪のコアな音楽シーンを盛り上げる存在である。

## 作品
- たてもの（全国流通盤）(2009)

| スタブアイコン | サブスタブ | この項目は、まだ閲覧者の調べものの参照としては役立たない、音楽関係者（バンド等）に関連した書きかけの項目です。この項目を加筆・訂正などしてくださる協力者を求めています（P:音楽/PJ:芸能人）。 |